# Порта, Уго
Уго По́рта (исп. Hugo Porta; род. 11 сентября 1951 в Буэнос-Айресе) — аргентинский регбист, дипломат и государственный деятель. На протяжении всей своей карьеры выступал за клуб «Банко Насьон» и сборную Аргентины на позиции флай-хава. В 1997 году был включён в Международный зал славы регби, а в 2008 — в Зал славы IRB. Считается лучшим регбистом Аргентины всех времён и одним из лучших флай-хавов в истории мирового регби.
После завершения регбийной карьеры был назначен чрезвычайным и полномочным послом Аргентины в Южной Африке, а с 1996 по 1999 годы был министром спорта страны. С 2007 по 2008 годы занимал должность представителя Аргентинского регбийного союза при Международном совете регби. Ныне бизнесмен, продолжает дело, начатое своим отцом.

## Ранние годы
Уго Порта родился и вырос в Буэнос-Айресе, он был единственным ребёнком в семье Уго Оскара, владельца небольшого предприятия по продаже стройматериалов, и Ортенсии Альварадо. В детстве, как и большинство аргентинских мальчиков, занимался футболом и, будучи подростком, имел возможность подписать контракт с суперклубом «Бока Хуниорс», но отдал предпочтение регби, чем расстроил отца, который был страстным любителем футбола. В возрасте 15 лет начал выступать в молодёжной команде «Банко Насьон», а уже через два года дебютировал и за основной состав.

## Регбийная карьера

### «Банко Насьон»
Порта на протяжении всей карьеры выступал только за «Банко Насьон». Неизвестно сколько матчей провёл Уго за клуб, однако уже в 1982 году он стал рекордсменом Торнео де ла УРБА по количеству заработанных очков — 301. За 24 года в команде он дважды становился победителем чемпионата, оба раза титул был совместным с «Сан-Исидро». Регбист был капитаном команды в самом знаменитом матче клуба — против сборной Англии, в 1990 году совершавшей своё турне по Аргентине. Тогда хозяева обыграли туристов со счётом 29:21, а Порта заработал 21 очко.

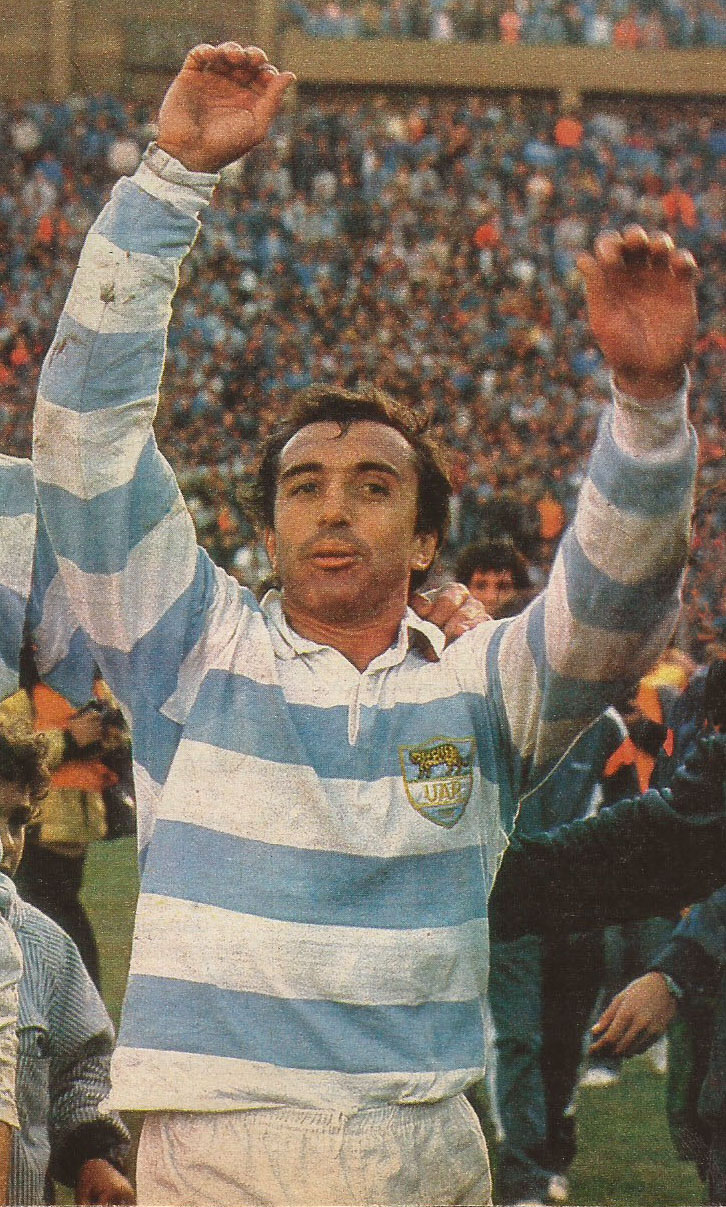
Уго Порта в матче против сборной Франции, 1985 год.

### Сборная Аргентины
Уго Порта дебютировал за национальную команду в 1971 году, выйдя в стартовом составе на матч против сборной Чили. В течение месяца он сыграл ещё три матча, и во втором, против бразильцев, открыл счёт своим очкам за «Пум», а в третьем с парагвайцами ещё и попыткам. Все четыре матча были выиграны и Порта стал одним из победителей чемпионата Южной Америки. В 1977 году Порта стал капитаном сборной. В первом матче в новом статусе он сыграл против французов, встреча закончилась поражением 3:26. Однако в ответной игре «Пумы» сумели добиться ничьей 18:18, а все очки команды были заработаны им.
Один из самых знаменитых матчей эпохи Уго Порты — встреча со сборной Австралии в 1979 году. Это был первый в истории матч двух команд и регбист сделал всё, чтобы победу одержали «Пумы», — он забил три дроп-гола, штрафной и две реализации, и аргентинцы выиграли со счётом 24:13. В последующие годы Порта был важнейшим игроком сборной и выходил на поле практически в каждом матче. За несколько лет «Пумы» неоднократно добивались побед над сильнейшими командами мира — Фиджи (34:22 и 38:16 в 1980 году), ЮАР (21:12 в 1982 году, все очки на счету Порта) и Австралией (18:3 в 1983 году).
Настоящий же звёздный час регбиста настал в 1985 году, который стал исключительным для всего аргентинского регби. «Пумы» выиграли свой очередной чемпионат Южной Америки, а чуть раньше встретились с французами, которые посетили страну впервые с 1977 года. В двухматчевом противостоянии установилась ничья — хозяева сначала выиграли 24:16, а в ответном матче потерпели поражение 6:13, Порта заработал 27 очков из 30. 2 ноября сборная Аргентины встретилась с «Олл Блэкс» и сыграла вничью 21:21, а Порта вновь заработал все очки. По результатам того сезона он был признан спортсменом года в Аргентине, а французское регбийное издание вручило ему свой «Оскар» — звание лучшего регбиста мира.
В 1987 году Международный совет регби проводил первый в истории чемпионат мира, куда в числе прочих была приглашена и аргентинская сборная, а Порта стал её капитаном. На турнире «Пумы» не сумели показать ту же игру, что и в тестовых матчах за два года до этого. В группе с Новой Зеландией, Фиджи и Италией они заняли третью строчку и не попали в четвертьфинал. После мирового первенства регбист объявил о завершении международной карьеры, однако по просьбе руководства Аргентинского регбийного союза в 1990 году он вернулся в команду и сыграл ещё три матча в турне «Пум» по Британским островам.

### Сборная Южной Америки
В 1980 году была создана сборная Южной Америки, в которую для турне в ЮАР были вызваны игроки из Аргентины, Бразилии, Парагвая и Уругвая. Создание сборной было знаком протеста против политики аргентинского правительства, призывавшего разорвать все, в том числе и спортивные, связи с Южной Африкой из-за проводившегося там апартеида. Команда трижды (в 1980, 1982 и 1984 годах) посещала Африку, где сыграла 8 матчей. Уго Порта принял участие в каждом из них, всегда выводя команду на поле в качестве капитана.

### Достижения
| Индивидуальные - Лучший бомбардир Торнео де ла УРБА: не менее 301 очка - Обладатель приза «Золотая Олимпия» (Спортсмен года в Аргентине по версии журналистов): 1985 - Обладатель приза «Серебряная Олимпия» (Регбист года в Аргентине по версии журналистов): 1974, 1977, 1978, 1979, 1982, 1985 - Обладатель специального приза «Олимпия» к двухсотлетию Аргентинской Республики (Лучший спортсмен Аргентины всех времён в категории регби): 2010 - Регбист года по версии Midi Olympique: 1985 - Лучший флай-хав 1980-х годов по версии Roathmans Yearbook Magazine - Член Международного зала славы регби - Член Зала славы World Rugby | Командные - Победитель Торнео де ла УРБА (2): 1986, 1989 - Победитель чемпионата Южной Америки (3): 1971, 1973, 1985 |

## Дипломат, министр, функционер
После окончательного завершения карьеры в 1990 году Порта начал заниматься семейным бизнесом по продаже стройматериалов в Буэнос-Айресе. В один из дней с ним связался президент Аргентины Карлос Менем и назначил встречу. Там Порта узнал, что президент намерен восстановить дипломатические отношения с Южной Африкой, в которой в тот момент заканчивалась эпоха апартеида, и что он хочет назначить Уго чрезвычайным и полномочным послом страны. Порта взял время на раздумья, а затем согласился и вместе с семьёй отправился в Преторию, где располагалось посольство. Он покинул Южную Африку в 1995 году, сразу после завершения там чемпионата мира по регби. По словам спортсмена самое запоминающееся события за годы в должности посла — встреча с папой римским Иоанном Павлом II.
В 1996 году Порта был назначен министром спорта Аргентины и занимал эту должность три года. В 1999 году был вновь приглашён в сборную Аргентины. Команда проводила матч против сборной мира, посвящённый столетию со дня основания Аргентинского регбийного союза. В той встрече Уго забил один штрафной, а «Пумы» выиграли со счётом 50:31. В 2000-х годах занимал различные должности в регбийном союзе страны, с 2007 по 2008 — председателя комитета международных связей. Покинул свой пост из-за расхождений с остальным руководством касательно взглядов на развитие регби в Аргентине — Порта видел будущее этого вида спорта исключительно как любительского, а в федерации начали делать шаги по направлению к профессионализации.

## Личная жизнь
Уго Порта женат, у них с супругой Аналией Сантарелли двое детей — сын Мариано и дочь Лусиана. Уже будучи игроком национальной сборной, Порта окончил Университет Буэнос-Айреса по специальности архитектор. В настоящее время вместе с женой руководит отделением фонда Laureus в Аргентине. Цель организации — социальная адаптация детей из неблагополучных слоёв общества через спорт.